# مارسیال گایان
مارسیال گایان (فرانسوی: Martial Gayant‎؛ زادهٔ ۱۶ نوامبر ۱۹۶۲) دوچرخه‌سوار اهل فرانسه است.
وی در مسابقات کشوری و بین‌المللی در مجموع برندهٔ ۱ مدال نقره شده‌است.